# Сирски рат
Сирски рат је трајао од 192. до 188. п. н. е. и водио се између Римљана и Антиоха III, краља  Селеукидске краљевине у Малој Азији.

## Узрок
Директан узрок за избијање рата је то што је Антиох III за време Другог македонског рата почео да осваја египатске поседе у Сирији и Малој Азији. Ова освајачка политика је угрозила самосталност Пергама. Штитећи интересе својих савезника, Римљани су најпре од Антиоха затражили да се повуче из освојенух области, али пошто је он то одбио, Римљани су му објавили рат. Такође, Антиох III пружио је уточиште на свом двору Ханибалу, који је 195. године п. н. е. побегао из Картагине, што такође није било у интересу Рима.

## Почетак рата
У почетку је Антиох пребацио своје јединице у Хеладу, рачунајући на помоћ полиса, који су били незадовољни римском политиком. Међутим, већина полиса стала је на страну Рима, па је њиховим заједничким деловањем Антиох морао да се врати у Малу Азију. Док је био са војском у Грчкој, поражен је у бици код Термопила 191. године п. н. е.

## Поморске битке
Битка код Еуримедона се одиграла 190. п. н. е. Родоска флота је поразила селеукидску флоту коју је предводио Ханибал, коме је ово била прва већа борба након битке код Заме. Ханибал је после овог пораза протеран. Исте године се одиграла битка код Мионеса у којој је римска флота са савезницима уништила селеукидску флоту и тиме успоставила апсолутну превласт на Егејском мору.

## Битка код Магнезије
Битка се одиграла 190. п. н. е. и у њој је Антиох III поражен од римске и пергамске војске предвођене конзулом Луцијем Корнелијем Сципионом и његовим славним братом Сципионом Африканцем. Лишен савезника, са војском која је претрпела тешке губитке морао је да моли за мир.

## Мир
Мир је склопљен 188. п. н. е. у Апамеји, и у њему се Антиох одриче свих поседа у Малој Азији. Поред тога обавезао се да неће држати бојне слонове и ратну флоту. Пораз у овом рату је значио и слом политичке моћи Селеукида. Антиох III се такође oбавезао да преда Ханибала Риму, али, Ханибал је успео да накратко побегне у Битинију, на источној обали Мраморног мора, у Малој Азији, где је уочи неизбежног изручења Риму испио отров и умро, 182. године п. н. е. Победом у Сирском рату Римљани су постали господари Источног Средоземља, које постаје римско језеро.